# Urgleptes laxicollis
Urgleptes laxicollis är en skalbaggsart som beskrevs av Gilmour 1960. Urgleptes laxicollis ingår i släktet Urgleptes och familjen långhorningar.
Artens utbredningsområde är:
- Costa Rica.
- Guatemala.
- Honduras.
- Panama.

Inga underarter finns listade i Catalogue of Life.